# Salzhof (Freistadt)

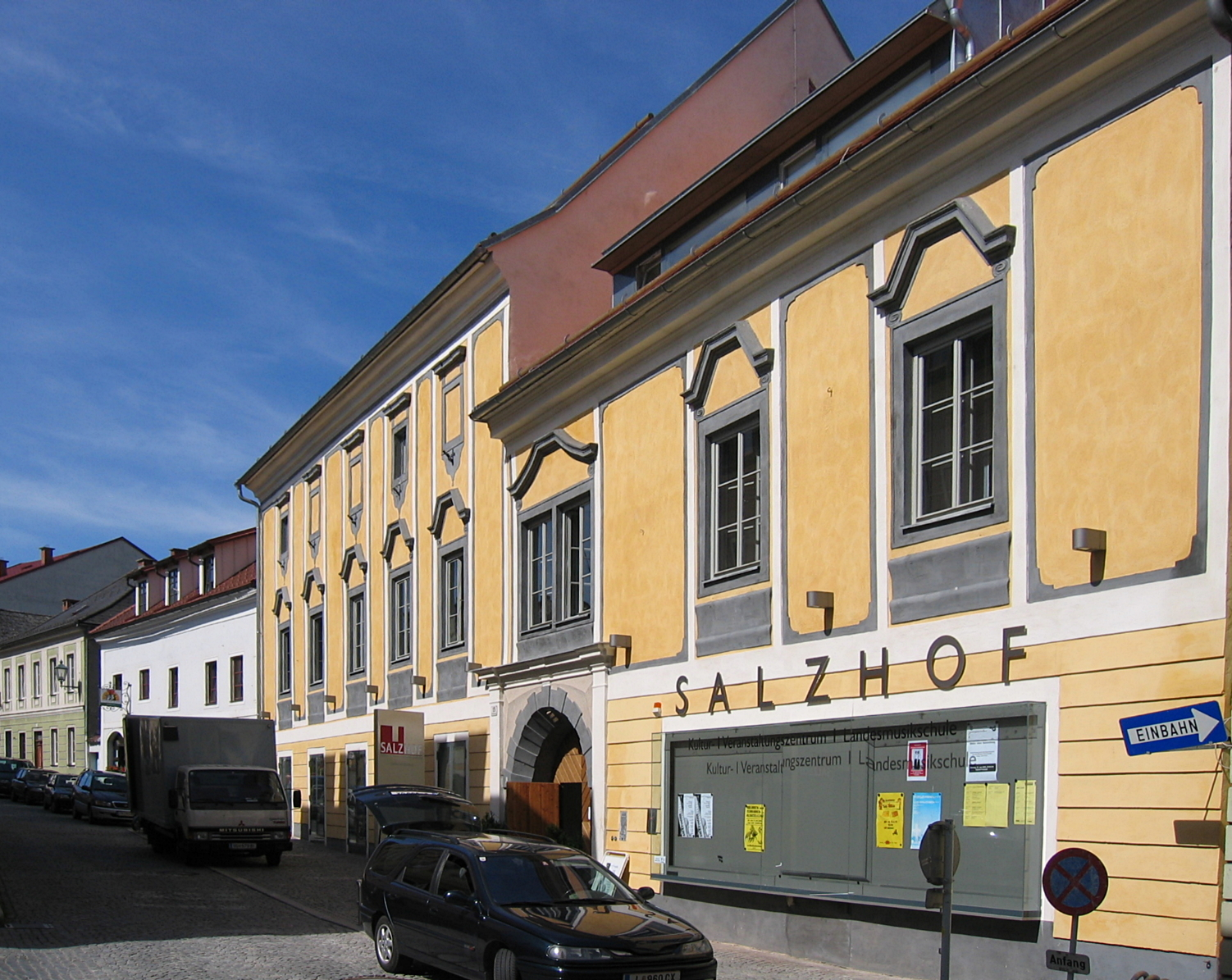
Der Salzhof von der Salzgasse gesehen

Der denkmalgeschützte Salzhof in Freistadt, Oberösterreich zählt zu den ältesten Gebäuden der Stadt. Das Gebäude wurde bereits vor der Stadtgründung errichtet und war danach die erste landesfürstliche Burg der Stadt. Nachdem 1395 das neue Schloss fertiggestellt war, diente die Burg als Speicher. Ab der Mitte des 16. Jahrhunderts nutzen die Händler das Gebäude als Salzlagerstätte und es erhielt den heutigen Namen – Salzhof. Ende des 20. Jahrhunderts kaufte die Stadt das Gebäude und baute es zu einem Kultur- und Veranstaltungszentrum um. Das 2003 wieder eröffnete Gebäude ist das kulturelle Zentrum der Stadt und beherbergt auch eine Landesmusikschule.

## Geschichte

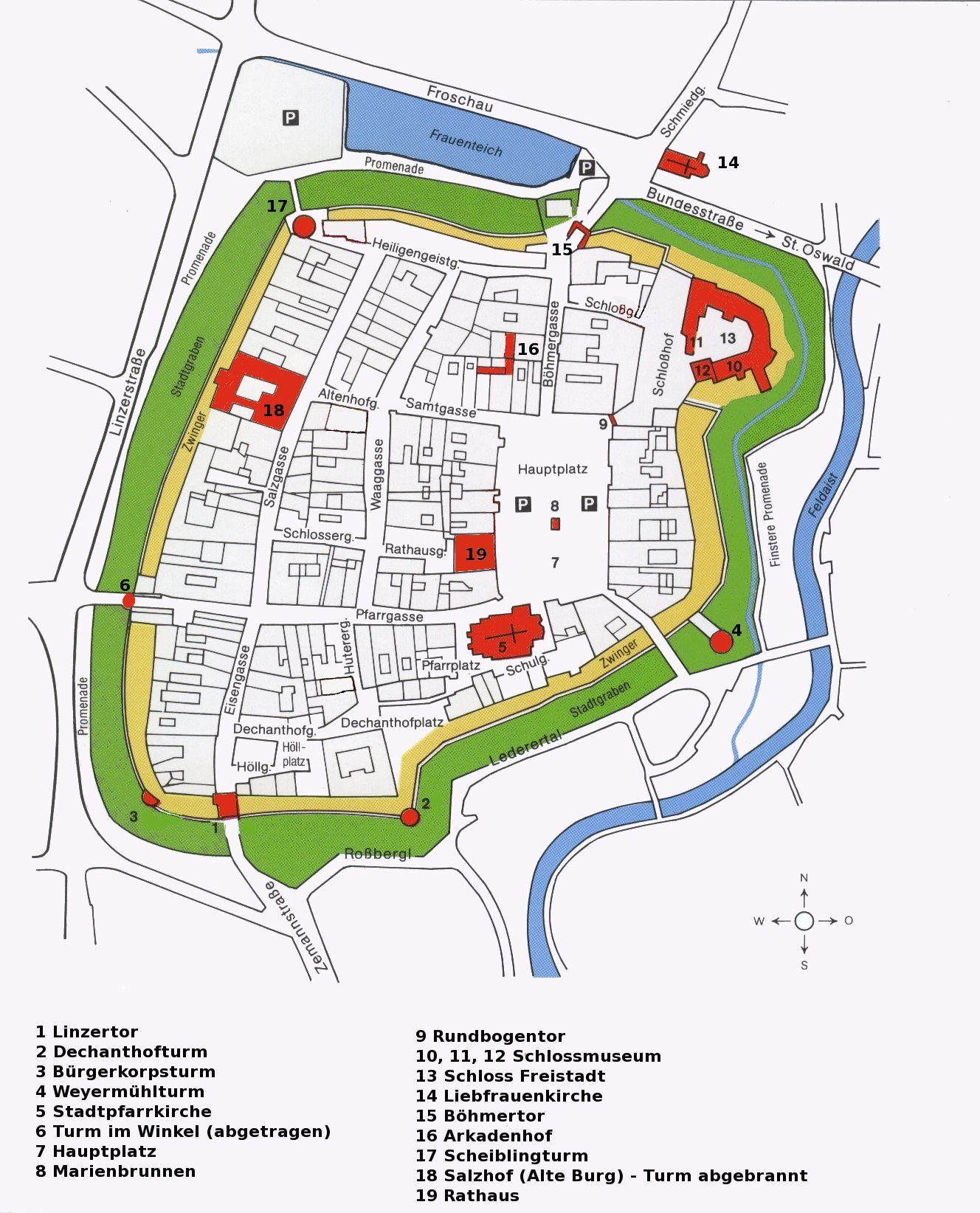
Lage des Salzhofes in der Altstadt (Nr. 18, rot)

Bevor die Stadt Freistadt um 1220 gegründet wurde, bestand bereits eine Burg an der heutigen Stelle des Salzhofes. Diese lag an einer alten, wichtigen Nord-Süd-Handelsstraße (Linzer Steig, Goldener Steig) und soll bereits im 9. Jahrhundert bestanden haben, jedoch sind keine Urkunden aus dieser Zeit erhalten geblieben. Im Schutze der Burg bestand wohl ein Straßendorf, aus dem später ein Teil der heutigen Altstadt von Freistadt hervorging. Nach Fertigstellung der Stadt lag die Burg an der Westseite, innerhalb der Befestigungsmauern.
Die Burg diente dem Landesfürsten als Unterkunft und als Verwaltungssitz der Herrschaft Freistadt. Herzog Rudolf IV. ließ ab 1363 an der Nordostecke der Stadt ein neues Schloss errichten, dadurch verlor die Burg ihre Bedeutung und wurde in folgenden Jahren als Altenhof bezeichnet. Das Gebäude diente ab 1395 als Speicher und für Pferdestallungen. Nach dem Tod Herzogs Albrecht III. im Jahr 1395 diente die Burg zusätzlich als Witwensitz für die Herzogin Beatrix von Zollern-Nürnberg.
Im Jahr 1516 brach in der Nähe des Salzhofes ein großes Feuer aus und äscherte die gesamte Stadt ein, die sich gerade vom letzten großen Stadtbrand 1507 erholte. Durch diese beiden Brände wurde der Salzhof schwer in Mitleidenschaft gezogen. Ab 1563 war der Salzhandel in den Händen der Habsburger, der Altenhof wurde um 1648 zur Salzlagerstätte der durchziehenden Händler und zum kaiserlichen Salzamt (für eine kurze Zeit), daher bekam das Gebäude den Namen Salzhof. Bis in die 1920er Jahre wurde hier Salz gelagert.
1815 beschädigte ein Brand den Turm des Salzhofs, der nicht wieder aufgebaut wurde. Ab 1832 erfolgte der Transport des Salzes mit der Pferdeeisenbahn nach Böhmen und der Salzhof verlor seine Funktion. Im Jahr 1850 verkaufte das kaiserliche Salzamt das Gebäude. Daraufhin wurde ein Theatersaal im Nordtrakt eingebaut, der gegen Ende des Jahrhunderts aufgegeben wurde und in die Linzer Gasse (Gasthaus Kronberger) übersiedelte. Im 20. Jahrhundert wechselte die Nutzung des Gebäudes regelmäßig und der Salzhof wurde mit der Zeit baufällig.
1997 kaufte die Stadtgemeinde mit Hilfe des Landes Oberösterreich den Salzhof und renovierte die ehemalige Burg mit Hilfe des Bundesdenkmalamts vollständig. Bei der Renovierung wurden alte Mautzettel aus dem 17. Jahrhundert gefunden, die damals als Ausweise der Frächter dienten. Die Renovierung kostete rund 5,2 Millionen Euro.
Am 14. Juni 2003 wurde der Salzhof als das Kultur- und Veranstaltungszentrum der Stadt wieder eröffnet. Im November 2004 wurde vom Landeshauptmann Josef Pühringer der Landespreis für Denkmalpflege 2004 für die gelungene Renovierung überreicht.

## Heutige Nutzung

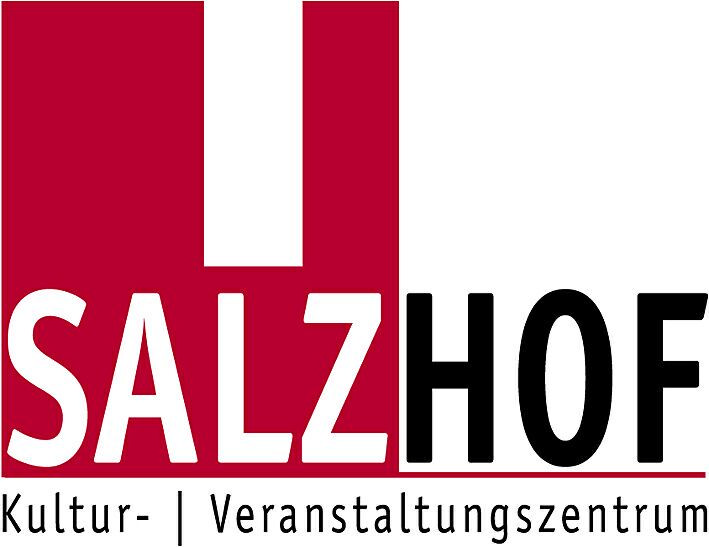
Logo des Salzhofes

Der Salzhof ist heute das kulturelle Zentrum der Stadt. Hier finden Ausstellungen, Konzerte, Theateraufführungen, Bälle und einige Veranstaltungen der Local-Bühne statt. Im Gebäude stehen mehrere Räumlichkeiten für bis zu 400 Personen zur Verfügung, die wichtigste ist der Kulturhof mit 311 Quadratmetern. Im Dachgeschoß steht ein Veranstaltungssaal mit 170 Quadratmetern zur Verfügung, in dem die öffentlichen Sitzungen des Gemeinderates stattfinden. Das Foyer ist mit 142 Quadratmetern der drittgrößte Raum, in Summe stehen bis zu 855 Quadratmeter zur Verfügung. Im Salzhof finden jährlich mehr als 250 Veranstaltungen statt.
Im ersten Obergeschoß ist eine Landesmusikschule untergebracht und nutzt den Salzhof ebenfalls für Aufführungen.

## Bau

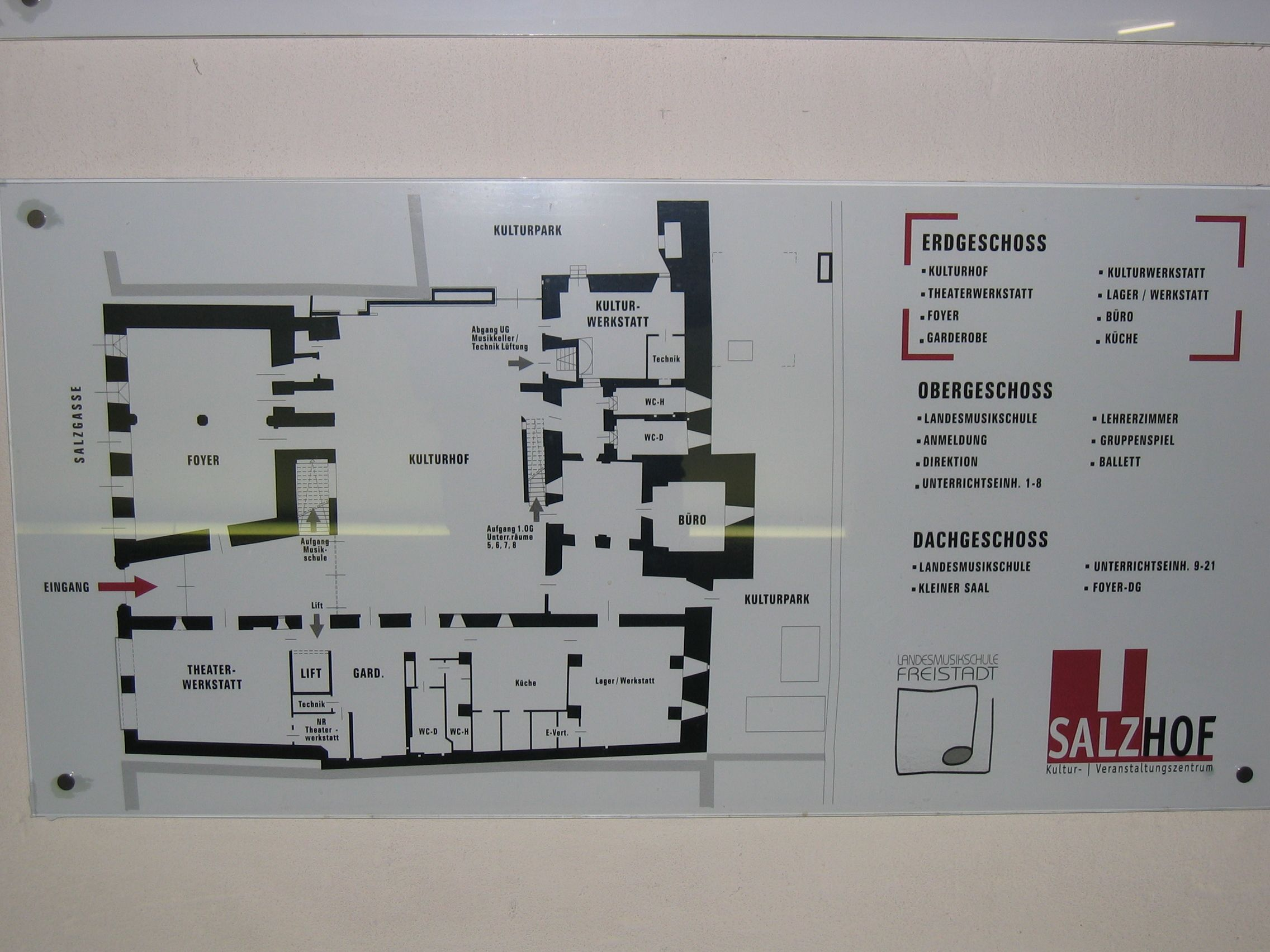
Grundriss des Erdgeschoßes

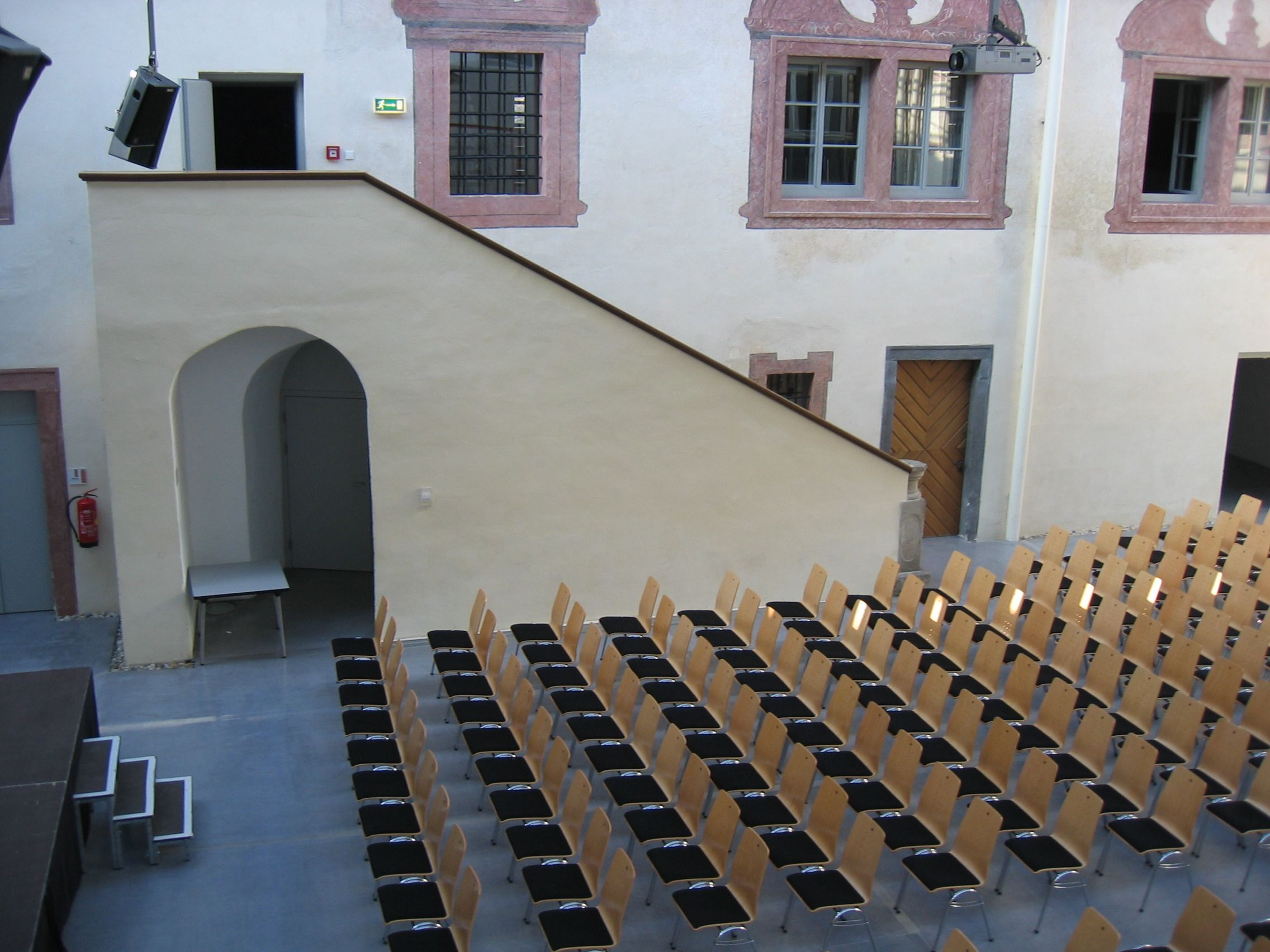
Der große, überdachte Innenhof mit Bestuhlung

Der Bau sticht aus den übrigen Bürgerhäusern der Stadt heraus. Während Bürgerhäuser an der Straßenseite zwischen drei und sechs Fensterachsen breit sind, weist der Salzhof acht Fensterachsen auf. Bis zum Umbau bestand der Salzhof aus vier, zweigeschoßigen Baukörpern, die um einen quadratischen Innenhof angeordnet waren. Der Westteil ist der älteste Bauabschnitt des Gebäudes und ist an die innere Stadtmauer samt dem heutigen Rest des Altenhofturms angebaut. Während des Umbaus wurde der südliche Teil abgerissen und der Innenhof überdacht, um einen großen Veranstaltungsraum, den Kulturhof, zu schaffen.
Die Untersuchung der Restauration zeigte drei historische Ausstattungsvarianten des Gebäudes. Erste Variante ist mit rot-schwarzer Umrandung der spätgotischen Fenster aus dem 16. Jahrhundert. Die zweite ist eine mit Ziegeln gemauerte Fensterverdachung samt Voluten aus der zweiten Hälfte des 18. Jahrhunderts und die dritte eine frühbarocke Seccomalerei, in rötlichen Caput-mortuum-Farbtönen gehalten. Letztere Variante wurde während der Restaurierung wiederhergestellt und zeigt sich mit breiten Fenster- und Türumrahmungen.